# Ibarra (police de caractères)
Pour les articles homonymes, voir Ibarra.
Ibarra est une police de caractères créé au XVIIIe siècle par Jerónimo Antonio Gil (es) avec l’aide du calligraphe Francisco Javier de Santiago Palomares pour la Bibliothèque royale de Madrid. Elle a notamment été utilisée dans l’édition de Don Quichotte publiée par Joaquín Ibarra en 1780 pour l’Académie royale espagnole. Plusieurs versions de la police ont été créées depuis, dont notamment l’Ibarra de la fonderie Gans ou Ibarra Real.

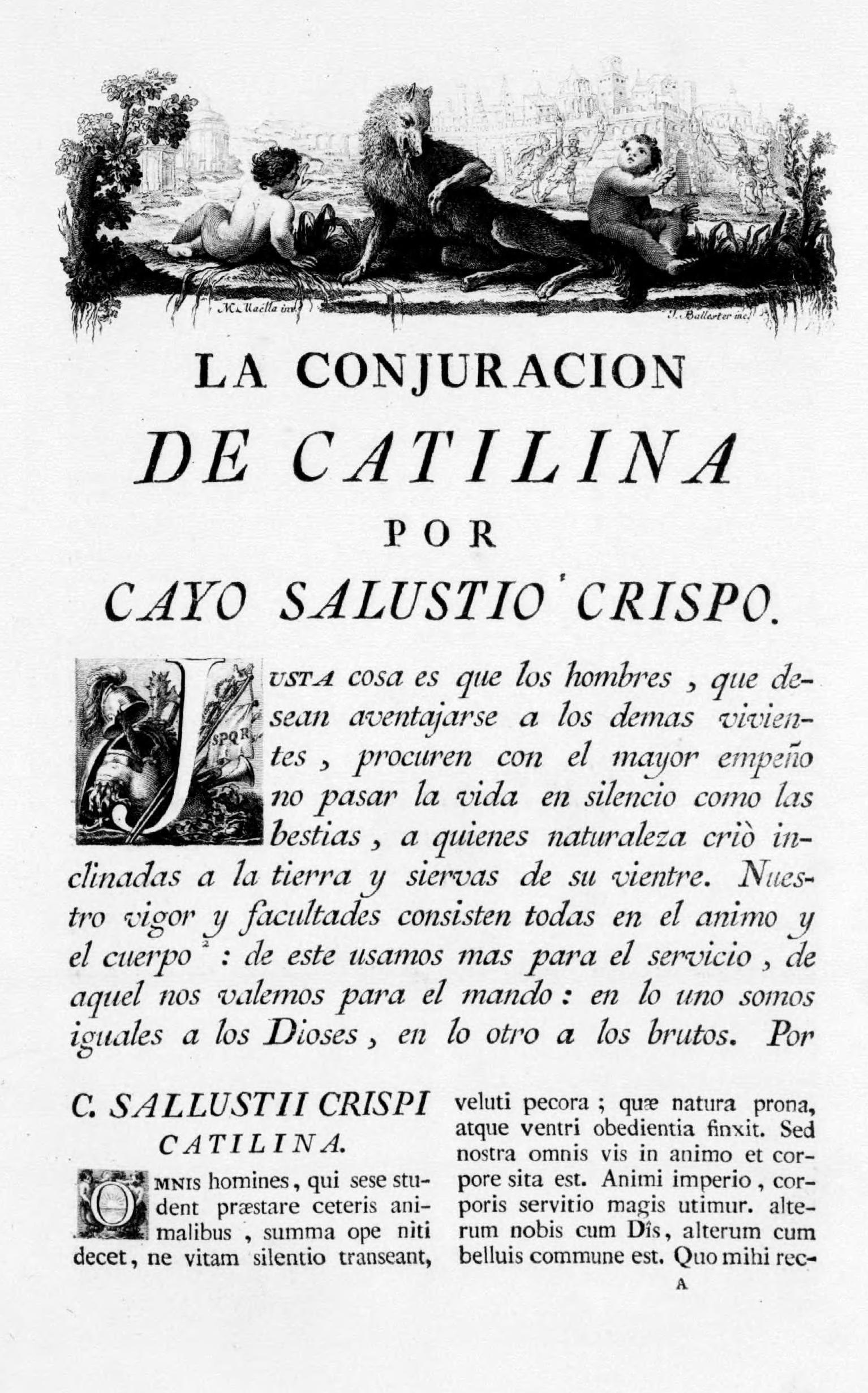
Première page de La conjuración de Catilina y la guerra de Jugurta édité par Joaquín Ibarra en 1772 utilisant la version de la police Ibarra d’Antonio Espinosa de los Monteros.

En 1931, une version de la police a été redessinée par Carl Winkow pour la fonderie de Richard Gans, la fonderie typographique Richard Gans (es), et était basée sur la police de gravée par Antonio Espinosa de los Monteros utilisée par Joaquín Ibarra en 1772 dans La conjuración de Catilina y la Guerra de Yugurta de Cayo Salustio.
Une version numérique, appelée IbarraReal, est créé par José María Ribagorda en 2005 à partir des caractères de Gil. Elle est redistribuée par Microsoft gratuitement à partir de 2010. Cette version est mise à jour, renommée Ibarra Real Nova, et redistribuée sous la licence libre OFL sur Google Fonts.

## Sources
- (es) Fernando Samaniego, « Nace Ibarra Real, una fuente tipográfica para la era digital » [« Naissance d’Ibarra Real, une fonte [sic] typographique pour l’ère numérique »], sur elpais.com, site d’El País, 1er juin 2006 (version du 16 août 2014 sur Internet Archive).
- (es) « Ibarra Real, la tipografía de El Quijote, gratis en Google Fonts », sur graffica.info, 7 septembre 2022 (consulté le 13 février 2024).
- (es) Alvy, « Ibarra Real, la «cumbre de la tipografía española» que procede del siglo XVIII », sur microsiervos.com, 9 février 2017 (consulté le 13 février 2024).
- (es) Sandra Baldassarri, Ignacio Pulido et Francisco Serón, « Proyecto de Recuperación Digital de la Tipografía Ibarra », 1993 (consulté le 13 février 2024).
- (es) Marcos Rafael Blanco-Belmonte, R. de Cordoba et M. White, El maestro Ibarra: homenaje que la Casa Gans, al celebrar sus bodas de oro, dedica al gran impresor Joaquan Ibarra, Madrid, Fundicion Richard Gans, 1931 (lire en ligne).
- (en) Luc Devroye, « Joaquín Ibarra y Marín » (consulté le 28 août 2020).
- (es) M. de la Fuente, « El «Quixote» de Ibarra, una joya de la literatura y la tipografía, con ABC », ABC,‎ 24 février 2012 (lire en ligne).
- (es) Patricia Gosálvez, « La ñ del 'Quijote' se hace digital », El País,‎ 26 juillet 2006 (lire en ligne).
- (es) Pablo Murillo López, « Sobre la letrería Ibarra y la fuente Ibarra Real. Amarga alegría », Andalán,‎ 13 février 2010 (lire en ligne).
- (en) Marius Oiaga, « Download Free Windows 7 IbarraReal Font : The Don Quixote font », Softpedia News,‎ 8 février 2010 (lire en ligne).
- (es) José María Ribagorda, Ibarra Real : Proyecto para la Real Academia de Bellas Artes de San Fernando Calcografía Nacional, 2007 (lire en ligne).
- (es) Fernando Samaniego, « Nace Ibarra Real, una fuente tipográfica para la era digital », El País,‎ 31 mai 2006 (lire en ligne).
- (es) Martín Valerio, « Recuperando el patrimonio tipográfico : Del siglo XVI al XXI… con algún que otro paréntesis », sur MV Typo, 2011 (consulté le 29 aout 2020).